# Nikoloz Barataszwili

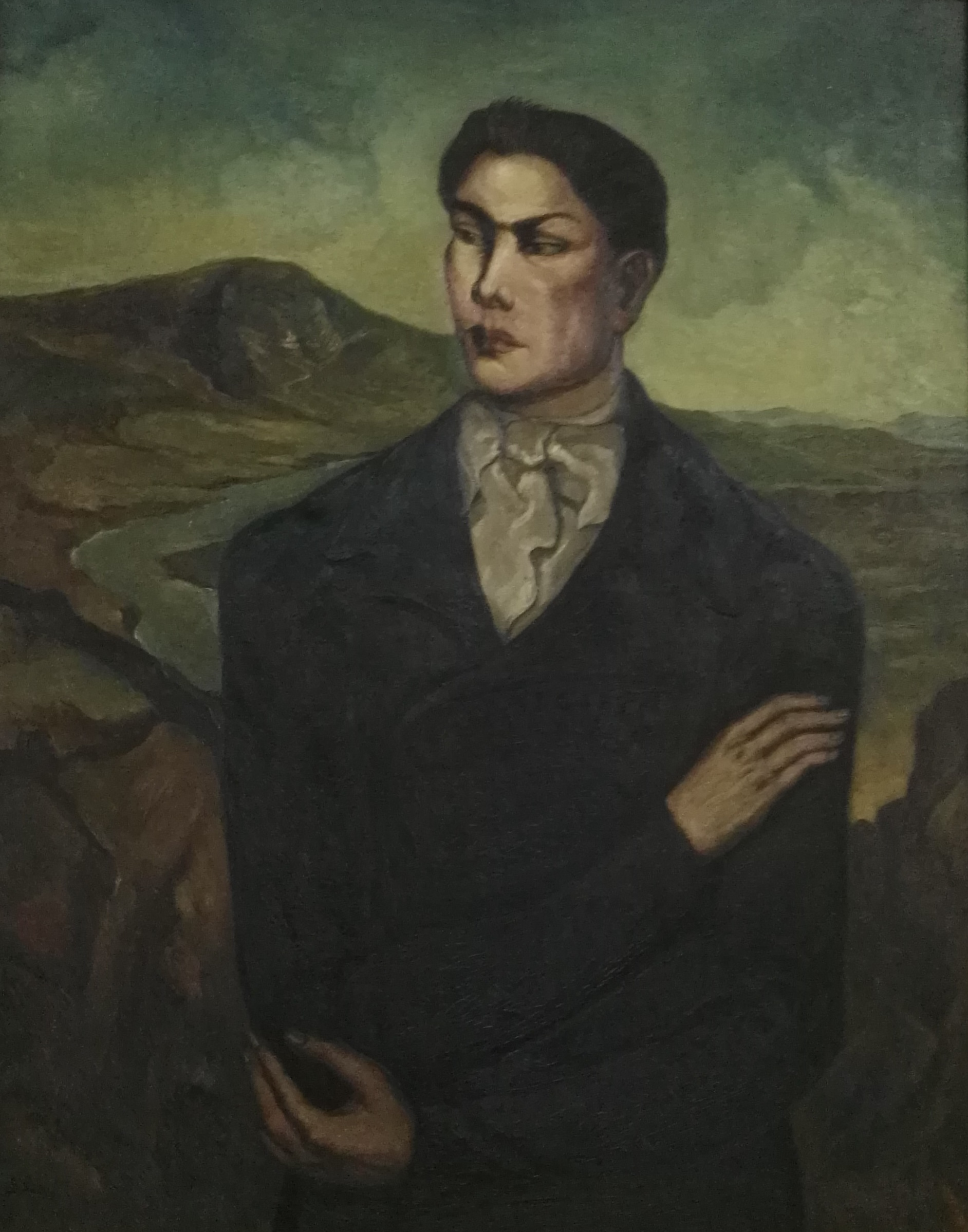
Nikoloz Barataszwili

Nikoloz Barataszwili (ur. 4 grudnia 1817 w Tbilisi, zm. 21 października 1845 w Gandży) – gruziński poeta, najwybitniejszy przedstawiciel romantyzmu w gruzińskiej literaturze. Pisał liryki oraz poematy historyczne (Los Gruzji). 
Jego krótki poemat Merani z 1842 roku jest uznawany za największe dzieło XIX-wiecznej literatury gruzińskiej (jego fragmenty tłumaczył Artur Międzyrzecki, wydano je w Antologii poezji gruzińskiej w 1961 roku). 